# Euselasia gelisae
Euselasia gelisae är en fjärilsart som beskrevs av Rebillard 1958. Euselasia gelisae ingår i släktet Euselasia och familjen Riodinidae. Inga underarter finns listade i Catalogue of Life.